# Carl-Axel Hamberger
Carl-Axel Hamberger, född 29 augusti 1908 i Lidköping, död den 13 mars 1988, var en svensk läkare. 
Hamberger var 1953–1960 professor i öron-, näs- och halssjukdomar vid Göteborgs universitet och var 1960–1975 professor i samma ämne vid Karolinska institutet. Han var överläkare vid öronkliniken på Sahlgrenska sjukhuset 1949–1960 samt innehade samma befattning vid öron-, näs- och halskliniken på Karolinska sjukhuset 1960–1975.
Hamberger var 1961–1966 ledamot av Karolinska Institutets Nobelkommitté och invaldes 1951 som ledamot av Kungliga Vetenskaps- och Vitterhetssamhället i Göteborg. Hamberger tilldelades 1988 medaljen Illis Quorum i åttonde storleken. Han var också medicine hedersdoktor vid Oslo universitet.
Hamberger gifte sig 1935 med Astrid Nyström (1907–1998). Han var far till Anders Hamberger, Lars Hamberger, Bertil Hamberger och Kerstin Hamberger. Makarna Hamberger är gravsatta på Norra begravningsplatsen utanför Stockholm.